# Chupacabra
O chupacabra ou chupa-cabra é uma criatura lendária no folclore de partes das Américas. O nome vem do vampirismo relatado do animal — diz-se que o chupacabra ataca e bebe o sangue do gado, incluindo cabras.
As descrições físicas da criatura variam, alguns a descrevem como reptiliana e alienígena (em Porto Rico e na América Latina), geralmente como uma criatura pesada do tamanho de um pequeno urso com uma fileira de espinhos que vão do pescoço até a base da cauda. Outros o descrevem como mais parecido com um cachorro (particularmente no sudoeste dos Estados Unidos).
Os avistamentos e as descrições iniciais foram relatados pela primeira vez em Porto Rico em 1995. Desde então, a criatura foi relatada no extremo norte do Maine, no sul do Chile e até mesmo fora das Américas em países como Rússia e Filipinas. Todos os relatórios são anedóticos e foram desconsiderados como não corroborados ou sem evidências. Avistamentos no norte do México e no sul dos Estados Unidos foram verificados como canídeos afetados pela sarna. De acordo com biólogos e funcionários da gestão da vida selvagem, o chupacabra é uma lenda urbana.

## Nome
É conhecido como chupacabras e chupacabra em todas as Américas, sendo o primeiro o nome original, e o segundo uma regularização. O nome é atribuído ao comediante porto-riquenho Silverio Pérez, que cunhou o rótulo em 1995 ao comentar os ataques como DJ de uma rádio de San Juan.

## Aparência
A descrição mais comum do chupacabra é a de uma criatura semelhante a um réptil, com pele cinza-esverdeada escamosa ou coriácea e espinhos pontiagudos ou penas descendo por suas costas. Diz-se que tem aproximadamente três a quatro pés (0,9 a 1,2 metros) de altura, e fica em pé e pula de maneira semelhante à de um canguru.
Outra descrição comum do chupacabra é a de uma estranha raça de cão selvagem. Esta forma é quase sem pêlos e tem uma crista espinhal pronunciada, órbitas oculares, presas e garras incomumente pronunciadas. Ao contrário dos predadores convencionais, diz-se que o chupacabra drena todo o sangue do animal (e às vezes os órgãos) geralmente através de três orifícios na forma de um triângulo apontando para baixo, mas às vezes através de apenas um ou dois orifícios.

## Lendas relacionadas
O "Ozark Howler", um grande animal parecido com um urso, é o tema de uma lenda urbana semelhante.
Os peuchens do Chile também compartilham semelhanças em seus supostos hábitos, mas em vez de serem parecidos com cães, são descritos como cobras aladas. Essa lenda pode ter se originado do morcego-vampiro, animal endêmico da região.
"Grunches" é uma lenda em Nova Orleães que recebe o nome de uma rua dos amantes chamada Grunch Road, entre o rio Mississippi e o Golfo do México.

## Na cultura popular
A popularidade do chupacabra resultou em destaque em muitos tipos de mídia:
- O mito do chupacabra é ridicularizado em um episódio de 2012 da série de desenhos animados South Park, intitulado "Jewpacabra", no qual o personagem principal antissemita Eric Cartman afirma ter visto um Chupacabra judeu que mata crianças na Páscoa.[15]
- O conjunto Magic: The Gathering "Rivals of Ixalan" introduziu uma carta chamada "Ravenous Chupacabra" em janeiro de 2018.[16]
- O chupacabra foi incluído como uma das várias estatuetas de vinila na linha de brinquedos de caixa-cega Cryptkins da Cryptozoic Entertainment em 2018.[17][18] Uma série redesenhada de estatuetas, incluindo um chupacabra atualizado, foi lançada em agosto de 2020.[19]
- A busca por um chupacabra foi apresentada no episódio "El Mundo Gira" de The X-Files.[20]
- Teen Titans Academy, um livro da DC Comics, tem um meta-humano parecido com um morcego chamado Chupacabra, cujo alter ego é Diego Pérez, nomeado em homenagem a George Pérez (o artista que inicialmente ilustrou os Jovens Titãs).[21]